# A-2078
La A-2078 es una carretera autonómica de la Red de carreteras de Andalucía en la provincia de Cádiz. Enlaza la A-491 y la A-480.
Es comúnmente conocida como la carretera Jerez-Rota, por unir ambas localidades gaditanas. Entre sus kilómetros 5 y 5,5 pertenecientes al término municipal de El Puerto de Santa María, se encuentran los tres centros penitenciarios portuenses: Puerto I, Puerto II y Puerto III; importante motor económico de la zona.
En 2019, la carretera se reformó y se le añadió una rotonda para su conexión con la A-491. En 2016, soportaba una intensidad media de 6781 vehículos diarios.